# Вітрильний спорт на літніх Олімпійських іграх 1976
Змагання з вітрильного спорту на літніх Олімпійських іграх 1976 у Монреалі тривали з 17 липня до 1 серпня на озері Онтаріо поблизу узбережжя Кінгстона. Розіграно 6 комплектів нагород у відкритих дисциплінах, тобто жінки могли змагатися нарівні з чоловіками.

## Країни
| Аргентина (ARG)         | Австралія (AUS)                       | Австрія (AUT)           |
| Багамські Острови (BAH) | Бельгія (BEL)                         | Бермуди (BER)           |
| Бразилія (BRA)          | Канада (CAN)                          | Кайманові Острови (CAY) |
| Колумбія (COL)          | Данія (DEN)                           | Іспанія (ESP)           |
| Фінляндія (FIN)         | Франція (FRA)                         | Велика Британія (GBR)   |
| НДР (GDR)               | ФРН (FRG)                             | Греція (GRE)            |
| Гватемала (GUA)         | Угорщина (HUN)                        | Ірландія (IRL)          |
| Ізраїль (ISR)           | Американські Віргінські Острови (ISV) | Італія (ITA)            |
| Японія (JPN)            | Мексика (MEX)                         | Монако (MON)            |
| Нідерланди (NED)        | Норвегія (NOR)                        | Нова Зеландія (NZL)     |
| Філіппіни (PHI)         | Польща (POL)                          | Португалія (POR)        |
| Пуерто-Рико (PUR)       | Швейцарія (SUI)                       | Швеція (SWE)            |
| Таїланд (THA)           | СРСР (URS)                            | США (USA)               |
| Югославія (YUG)         |                                       |                         |

## Медальний залік
| Дисципліна              | Золото                                                                     | Срібло                                                        | Бронза                                                      |
| ----------------------- | -------------------------------------------------------------------------- | ------------------------------------------------------------- | ----------------------------------------------------------- |
| 1976: Фінн              | НДР (GDR) · Йохен Шюманн                                                   | СРСР (URS) · Андрій Балашов                                   | Австралія (AUS) · Джон Бертранд                             |
| 1976: 470               | ФРН (FRG) · Франк Гюбнер · Гарро Боде                                      | Іспанія (ESP) · Антоніо Горостегі · Педро Мійєт               | Австралія (AUS) · Ієн Браун · Ієн Рафф                      |
| 1976: Летючий голандець | ФРН (FRG) · Єрґ Діш · Екарт Діш                                            | Велика Британія (GBR) · Родні Петтіссон · Джуліан Брук-Гаутон | Бразилія (BRA) · Рейналду Конрад · Петер Фікер              |
| 1976: Торнадо           | Велика Британія (GBR) · Реджинальд Вайт · Джон Осборн                      | США (USA) · Девід Мак-Фолл · Майкл Ротвелл                    | ФРН (FRG) · Єрґ Шпенґлер · Єрґ Шмалль                       |
| 1976: Темпест           | Швеція (SWE) · Юн Альбрехтсон · Інґвар Ганссон                             | СРСР (URS) · Валентин Манкін · Владислав Акименко             | США (USA) · Денніс Коннер · Конн Фіндлі                     |
| 1976: Солінґ            | Данія (DEN) · Поуль Рікард Гей Єнсен · Вальдемар Бандоловскі · Ерік Гансен | США (USA) · Джон Коліус · Волтер Ґлазґо · Річард Гепфнер      | НДР (GDR) · Дітер Белов · Олаф Енґельгардт · Міхаель Цахріс |

## Таблиця медалей
| Місце                | Країна                | Золото | Срібло | Бронза | Загалом |
| -------------------- | --------------------- | ------ | ------ | ------ | ------- |
| 1                    | ФРН (FRG)             | 2      | 0      | 1      | 3       |
| 2                    | Велика Британія (GBR) | 1      | 1      | 0      | 2       |
| 3                    | НДР (GDR)             | 1      | 0      | 1      | 2       |
| 4                    | Данія (DEN)           | 1      | 0      | 0      | 1       |
| 4                    | Швеція (SWE)          | 1      | 0      | 0      | 1       |
| 6                    | США (USA)             | 0      | 2      | 1      | 3       |
| 7                    | СРСР (URS)            | 0      | 2      | 0      | 2       |
| 8                    | Іспанія (ESP)         | 0      | 1      | 0      | 1       |
| 9                    | Австралія (AUS)       | 0      | 0      | 2      | 2       |
| 10                   | Бразилія (BRA)        | 0      | 0      | 1      | 1       |
| Загалом (10 збірних) | Загалом (10 збірних)  | 6      | 6      | 6      | 18      |